# Leistungsabzeichen der vormilitärischen Ausbildung

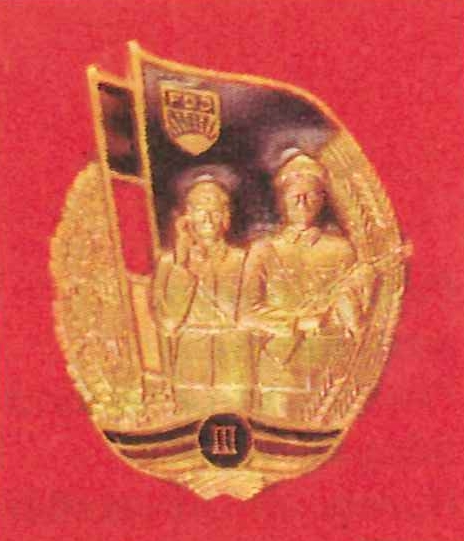
Das Leistungsabzeichen in der verliehenen Stufe III.

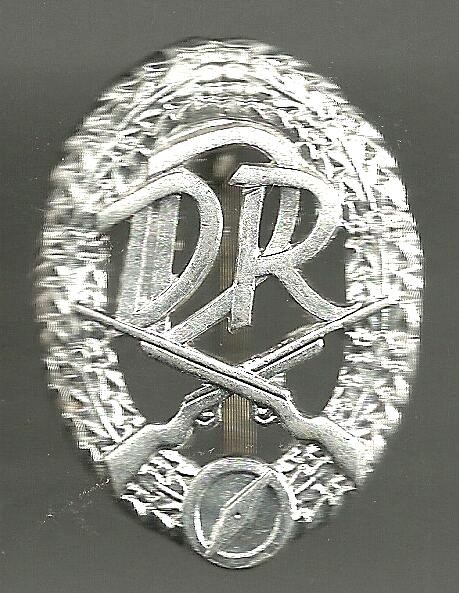
Leistungsabzeichen der vormilitärischen Ausbildung in Silber – groß

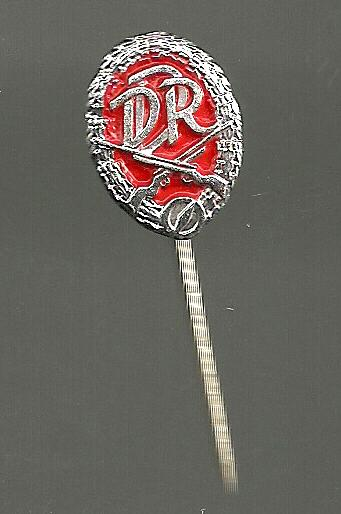
Leistungsabzeichen der vormilitärischen Ausbildung in Silber – klein mit Nadel

Das Leistungsabzeichen der vormilitärischen Ausbildung war ein Sportabzeichen der Freien Deutschen Jugend (FDJ) der Deutschen Demokratischen Republik (DDR), welches 1960 in drei Stufen gestiftet wurde und als nichtstaatliche Auszeichnung galt. Die Stufe I des Abzeichens war die höchste. Sie wurde verliehen für die dreimalige Erreichung bzw. Bestehen der gestellten Anforderungen im vormilitärischen Bereich (u. a. Ausdauersport, Kraftsport, Schießausbildung) im Rahmen von vormilitärischen (Sport)-Veranstaltungen. Diese Veranstaltungen wurden von der Gesellschaft für Sport und Technik (GST) und dem Deutschen Turn- und Sportbund (DTSB) organisiert und durchgeführt.
Ein neues Abzeichen gab es nach dem Gesetz der vormilitärischen Ausbildung der Lehrlinge und Schüler Ende der 1970er bzw. Anfang der 1980er Jahre. Es war dem Sportleistungsabzeichen der DDR nachempfunden. Sie gab es in Gold, Silber und Bronze sowie in großer als auch in kleiner Form.

## Aussehen und Trageweise
Das Leistungsabzeichen ist golden, hochoval und zeigt innerhalb eines geteilten Lorbeer- (rechts) und Eichenlaubkranzes (links) mittig das Bildnis zweier Soldaten der NVA vor einer wehenden FDJ- und DDR-Flagge. Am unteren Rand befindet sich ein wehendes schwarz-rot-goldenes Spruchband mit der verliehenen Stufe des Abzeichens in römischen Ziffern. Getragen wurde das Abzeichen auf der linken Brusttasche des Beliehenen.